# Brejo Grande
Brejo Grande é um município brasileiro localizado no extremo leste do estado de Sergipe, em zona de planície litorânea, junto a foz do rio São Francisco.

## História
Há muito tempo, havia uma ilha situada no baixo são Francisco, pelo nome de ilha da Paraúna, suas terras eram cobiçadas pelos colonos portugueses de Penedo, ocorreram várias disputas por esta ilha, seus primeiros habitantes foram os índios tupinambás, após seu descobrimento ficou pertencente a capitania de Pernambuco, passou a pertencer a capitania da Bahia em 1812, com ajuda do português João Pires Tojal e os Ferreiras, que aterraram o canal das Paraúna unindo as margens sul da ilha, contrapondo-se os revolucionários de Penedo, por esses tempos Brejo Grande, um lugarejo, uma ilha, após isso o Rei Dom João em uma de suas cartas escreveu “ Os Ferreiras com os escravos aterraram o braço do rio e ligaram a ilha da Paraúna a capitania da Bahia” , depois de aterrarem o canal, criaram-se os engenhos, de cana de açúcar, café, algodão. Porcentagem dos escravos no ano de 1854 na região do Baixo São Francisco: Brejo Grande 30% , Vila Nova 09% ,Porto da Folha 11% ,Propriá 12%. O “Rio das Borboletas”, o então São Francisco, sempre esteve presente na história de Brejo Grande, mas, apesar desse fator, o município teve uma economia baseada no trabalho escravo, chegando a ter mais de 20 engenhos.
O engenho Alto dos Pinheiros, localizado atrás da igreja de Nossa Senhora da Conceição, pertencia ao Sr. Antônio Manuel Ferreira Machado nasceu em janeiro de 1804 faleceu em 1868, seus restos mortais se encontram no altar de São Francisco na Igreja Conceição. Através de um golpe em seus compatriotas adquiriu toda a terra de Brejo Grande, Antônio tivera muitos filhos, a todos que casavam dava um engenho e uma certa quantidade de escravos. Dai os engenhos Cajuhype, Brejo Grande, Conceição, Bandarra e outros. Depois da proibição do trafico negreiro em 1851 entram pelo rio São Francisco 400 escravos.    
Alguns Registros dos Engenhos:    
Engenho Alto dos Pinheiros: Construído por Antônio Manuel Machado Ferreira nascido em janeiro de 1804 e faleceu em fevereiro de 1968, o maior latifundiário da época, que depois de dar um golpe baixo em seus compatriotas adquiriu quase toda a terra do município. Esse homem tinha vários filhos e era costume dar a cada um deles uma certa quantidade de terra com um engenho e seus escravos;    
Engenho Canto Escuro: Construído por Antônio Manuel Ferreira Machado que deu a seu filho, Dr. Enéas Ferreira que casou com a senhora Chiquinha Silva (irmã do Adelino José da Silva) Enéias foi enterrado ao lado de sua casa na capela Santa Terezinha , ganhando esse nome por causa das nuvens de cor cinza que se formavam sempre naquela região;
Engenho Capivara: Construído por Alfredo Martins;    
Engenho Bandarra: Construído por João Alves Tojal casado com Adelaide Ferreira Machado ( pais de Ioio,Epunina,Lica,Consuelo e Hermelina)    
Engenho Paraúna: Este situado próximo ao porto histórico do canal das Paraúna, originando assim o nome do engenho. Era de propriedade de Manoel Lemos Souza Machado e sua esposa Francisca Conceição de Lemos Machado que vinha do engenho Fortuna em Sergipe. Dr. Machado tendo um só filho do primeiro casamento casou-se pela segunda vez e veio a ter muitos filhos e filhas, destacando-se o Matheus Ferreira Machado (pai do desembargador Antônio Machado), que fez pedido em casamento a uma filha do senhor Melicio (Maria Laudelina Machado); a carta de consentimento foi escrita pelo senhor Melicio em 1900. Manuel e Matheus eram filhos do capitão de Melicias Francisco de Souza Machado, oficial português vindo a Penedo para combater os revolucionários de 1817, no forte Mauricio de Nassau. Francisco casou-se com Maria do Espirito Santo Ferreira (Manuel, Matheus, Tobias e foram batizados na igreja das correntes em Penedo)    
Engenho Alto dos Oitizeiros: Construído pelas famílias Cavalcante e Carvalho é também conhecido como Boa Vista;    
Engenho Taquareira: Era situado à margem direita do Rio São Francisco antes de chegar ao povoado Resina, sendo de propriedade de Epunima de Góes Tojal;    
Engenho Samambaia: Este foi construído separado da “casa grande” por um riacho, sendo interligado por uma ponte;    
Engenho Ilha do Algodão: Tendo como proprietário Manoel Ferreira;    
Engenho Saco: Construído pela família Leite e Serra;    
Engenho dos Queimados: Sem registro histórico, como quase todos os outros;        
Engenho Mundo Novo: Localizado à margem direita do Rio São Francisco;    
Engenho Coitezinho: Situado à margem direita do Rio São Francisco; foi construído por Adolfo Izaias;    
Engenho Alto das Cajazeiras: Construído pela família Melício, próximo ao porto central onde tudo entrava e saía. Era também denominado Engenho da Cruz, hoje estaria localizado perto da feira e do posto de saúde.    
Engenho Santa Cruz: Construído pelo Dr. Manoel de Lemos Souza Machado, que mais tarde foi sepultado na capela deste engenho ;    
Engenho Cajuhype: O Engenho Cajuhype foi originalmente construído por Manoel de Lemos Souza Machado, conhecido como "pai velho", que faleceu em 14 de maio de 1910, às 21h, já cego, e foi sepultado na capela do Engenho Santa Cruz. Manoel era casado com Abigail Ferreira Machado, chamada de "mãe velha", desde 8 de setembro de 1864. Abigail faleceu em 2 de fevereiro de 1929. Após o falecimento de Manoel, o engenho passou a ser habitado pelo Padre Zeca, e mais tarde pelo filho deste, o médico Benito da Silva, junto com sua esposa, Elizete Pinheiro da Silva. O casal teve sete filhos: José Ranulfo Pinheiro da Silva, Maria José Pinheiro da Silva, Benedito José da Silva Sobrinho, Benito da Silva Filho, Geraldo de Majela Pinheiro da Silva, Francisco Pinheiro da Silva e Elizete Pinheiro da Silva Filha.    
Benito da Silva fez importantes contribuições ao Engenho Cajuhype, incluindo a construção de uma capela, que se tornou um local de descanso eterno para membros da família, como Benedito José da Silva (irmão), Maria José da Silva (mãe), Padre Zeca, José Ranulfo (filho), o próprio Benito da Silva e Benedito José da Silva Sobrinho (filho).
O Engenho Cajuhype foi o último da região a encerrar suas atividades, mantendo-se em operação mesmo após a abolição da escravatura. Posteriormente, o engenho adaptou suas funções para operar como alambique e foi pioneiro na modernização, com a introdução de tecnologia a vapor em 30 de junho de 1873. A grande senzala do engenho continuou habitada mesmo após a abolição.
Atualmente, o antigo engenho e alambique é uma fazenda que manteve o nome de Cajuhype. A propriedade continua sendo cuidada e preservada pelos descendentes de Benito da Silva. Em particular, Benedito José da Silva Sobrinho dedicou sua vida para garantir que a Fazenda Cajuhype permanecesse saudável e conservada, preservando o legado histórico e cultural da família e da região.
Engenho Mata-Boi e Engenho Papa-Ovelha: Ambos citados por Jorge de Lima em seu poema “Rio São Francisco”;    
Engenho Conceição: Pertencia a Francisco Alves Tojal.    
Engenho Brejo Grande: Construído por Antônio Ferreira Machado casado com Maria Angélica Ferreira (sua filha Ana Ferreira Machado, foi deserdada após fugir com João Doce de Aroeiras filho de Dona Glória. Antônio mandou busca-la e não encontrando fez uma grande guerra.    
Engenho Pipiri e Engenho Mangabeira: Ambos situados um pouco distantes do rio e até mesmo dos riachos, rompendo assim o ponto estratégico que era usado em todos os demais engenhos que tinha como referência o Rio São Francisco e seus afluentes.    
Engenho Santa Adelaide: Construído por João Alves Tojal.    
Engenho São Rafael: Construído por Pedro Martins de Góes.    
A capela Nossa Senhora da Conceição, construída em pedra pertencia ao engenho Alto dos Pinheiros, construída em 1820, depois de encontrarem perto da foz um baú boiando nas margens. Ao abrirem encontraram uma imagem de Nossa Senhora da Conceição, permaneceu muitos anos guardada em um baú, decidiram então erguer uma capela, e consagraram Brejo Grande ao seu Padroado, a coroa de ouro foi doada pela Baronesa Montes Ferreira.    
A antiga capela construída em estilo barroco, com um cemitério particular aos fundos. A Senhora Juvina Tojal, filha do senhor Francisco Alves Tojal, dono do engenho Conceição, doou todo o terreno da frente da capela para Nossa Senhora. As missas nesta capela eram celebrada pelo Frade Bulhões de Neópolis de mês em mês, Tornou-se paróquia em 9 de janeiro de 1925. O primeiro vigário foi o padre José Ferreira Machado que nasceu em 27 de outubro de 1882, filho de Abigail Ferreira Machado e Manuel Lemos Machado. O padre ordenou-se no seminário de Olinda-Recife, em 22 de novembro de 1908 e morreu em 18 de janeiro de 1968. Ele foi sepultado na capela do engenho Cajuhype, construída pelo seu filho Benito. O padre tinha um caso amoroso com a Maria José, tiveram vários filhos.    
No dia da instalação da vila em 2 de outubro de 1926, Brejo Grande tinha o nome de Vila São Francisco, foi celebrada uma Missa pela manhã, na famosa ermida da capela pelo sacerdote José Machado padre desta freguesia teve como acólitos, (os padres, Arthur Passos, Carlos Costa e José dos Santos curador da Diocese de Penedo), em todas as solenidades a Banda Santa Cecilia fundada em 1912, completava os acordes a grandeza das festividades, o Presidente do Estado Gracco Cardoso, e a comitiva de hospedes do coronel José Adelino da Silva (irmão da Chiquinha da do canto escuro), Adelino influente político primeiro intendente conseguiu desmembrar Brejo Grande, de Neópolis com a ajuda do Barão Bento de Melo, em 1943 mudou o nome para Parapitinga e em 1954 voltou para Brejo Grande.
Brejo Grande é sem dúvidas uma terra de grandes histórias, muito famosas por suas enchentes, certa vez chegou em Brejo Grande em 1940 o penitente Pedro Romão Batista, se hospedou no povoado samambaia, o povo que adoecia o procurava, ele benzia a agua e o doente ficava curado, Ioiô Tojal (Manuel de Góes Tojal) possuía uma farmácia que não estava vendendo nada, pelo povo se curar com água...Juntou-se com os poderosos e marcaram um dia para prenderem o penitente, no dia marcado vieram arrastando o penitente da samambaia para a delegacia, localizada atrás dos correios, lá o penitente colocou o chapéu em uma parede sem prego e disse que um dia mandaria  uma enchente para lavar os pecados que faziam com ele, levaram então a Barra da Intiúba e de lá ele seguiu a santa Brígida Bahia. Os que judiaram do penitente pagaram um alto preço, Ioiô adoeceu e criou uma caspa no corpo onde pagava as pessoas para coçar com um pente de ferro, Adelino Criou rachadura nas pernas, outro comia uma galinha viva quando faleceu o corpo sumiu e colocaram uma bananeira no caixão, Leco Machado filho da Adélia Machado queria muito prender o penitente e a mãe não permitiu e como castigo tinha um calor sem fim, o único que não judiou o penitente o policial Zé Vieira, que estava vigiando um circo que tinha chegado na cidade, pediu perdão ao penitente o mesmo mandou ele abandonar a farda e o policial assim o fez e tornou-se aurífero e muitos exemplos e castigos, que me falham a memória.
A capela Santa Cruz era feita em taipa, em um local perto desta que foi levantada pelo coronel José Adelino da Silva em 1926, a cruz foi encontrada no mar pelos escravos, e muito devotada pela escrava Avó da senhora Virturina, que era “ contadeira” de histórias, as principais festividades desta capela era a dos santos Reis em 6 de janeiro e da Santa Cruz em 03 de maio, a Escrava contava muitas histórias do tempo da escravidão todas a noites juntava em sua porta uma grande quantidade de crianças, uma delas a senhora Coralia repassou para nós era da escrava da Sinhá Iaiá do Bandarra. A Sinhá Iaiá estando gravida desejou comer a bicheira de uma vaca, o Sinhô Ioiô se preocupou, a escrava escutou a conversa e disse que conseguiria fazer o bicho de uma vaca, cortou o dedo e tirou um pouco de sangue e misturou com a farinha, a sinhá comeu e teve a criança, em troca deste favor o sinhô prometeu a liberdade mas quando a escrava foi cobrar o sinhô deu castigo nela e mandou amarra-la no tronco. Depois o sinhô tirou do castigo e disse que só daria a liberdade se ela desse ao engenho 7 escravos, ela ficou gravida após um tempo e teve 7 filhos mortos que foram enterrados no oitão da capela Santa Cruz.
Brejo Grande contém história de muitas pessoas, as grandes educadoras Aurora Leite, Alcina Leite,Zizi Caé, Duzinha ( Maria do Bonfim dos Santos casada com Idelfonso Ferreira ), Coralia (casada com o Policial Helio filho da senhora Severa do Brejão),as parteiras Mãe Julia e Mae Ursula, os maestros da banda Santa Cecilia Dó, Durval,Leontino, os Grandes barqueiros do velho chico, Zunga, Antônio da Esmera (filho da senhora Juvina Viana, irmão do Indio, Analia e Alcides Viana e casado com a Birim Maria Alves de Farias a qual teve 14 filhos ) José da Modesta que fazia viagens diárias a Penedo na Canoa Paquetá, António do Sindino e outros. Os grandes comerciantes: Augusto Cavalcante (casado com Helena de Farias) José Raimundo de Melo (Casado 1 Maria Modesta de Farias e 2 vez com Merandulina que veio do sertão com suas Irmã Biguda que corriam das astúcias de Lampião) o Senhor João da Brama (que casou com a senhora Corina Viana), a irmã Consuelo Tojal que fundou a casa das irmãs de Jesus Crucificado em 1920. É sem dúvidas uma ilha de muitos contos e segredos sendo contados de geração em geração que emocionam nossos corações de ser filho de Brejo Grandes.    

## Geografia
O município tem um dos menores IDH do Brasil e o 3° menor do Estado.. Possui temperatura média anual de 26 °C, e precipitação média de chuvas de 1200mm/ano.

## Hidrografia
Ao sul o município limita-se com o oceano Atlântico e ao leste com o rio São Francisco. O canal principal do São Francisco mostra uma derivada à direita, quase junto à foz, conhecida como canal do Parapuca, que se estende por quase 30 km através de um manguezal de cerca de 10.000 ha, indo desaguar mais ao sul da foz principal. Esta segunda foz é bastante móvel, permutando em geral entre a costa à frente do povoado de Ponta dos Mangues (pertencente ao município vizinho de Pacatuba) e um trecho da costa conhecido como Costinha, mais ao norte, mas ainda cerca de 10 km da foz principal. A cada mudança da linha da costa, pelos efeitos dos ventos, marés e da força do rio São Francisco, a foz secundária abre-se em outro ponto. Há, como consequência, a destruição e a recriação de extensos trechos do manguezal próximo à praia e da vegetação às margens do oceano.
Nas margens do rio São Francisco havia uma aldeia de pescadores chamada pelos nativos de "Cabeço", que foi destruída pela invasão do mar (a diminuição da vazão do São Francisco devido ao seu represamento em 1994 para construção de Xingó, causou um desequilíbrio na foz entre as forças do rio e do oceano). Hoje esse mesmo local é habitado por moradores que se deslocaram mas continuam habitando a mesma região, ainda que corram o risco de perderem novamente suas casas para o oceano.
O delta sergipano do Rio São Francisco é, portanto, quase todo pertencente ao município de Brejo Grande. 
Por sua formação geológica, o município é quase todo formado de dunas e restingas, entremeadas por lagoas e apicuns.

## Vegetação
A vegetação é de manguezal (nas partes sob influência da água do mar), vegetação de restinga, vegetação típica de lagoas de água doce, campos limpos e campos sujos. Uma parte substancial deste ecossistema ainda está preservado (no final de 2005).

## Economia
Principais receitas na agricultura (cultivado e comercializado o arroz, coco e a exploração do petróleo) e na pecuária de bovinos, equinos, ovinos e suínos. Existe ainda uma avicultura pouco desenvolvida.

## Povoados
Nas limitações de Brejo Grande são existentes diversos povoados,onde destacam-se:
- Terra Vermelha

O povoado de Terra Vermelha, os moradores desse povoado mantém características dos invasores holandeses[carece de fontes?]: brancos;olhos azuis e loiros. Esse povoado é rico em belezas naturais. É dado o nome de terra vermelha por causa das características de seus habitantes, que em geral tem o rosto vermelho, causa da invasão holandesa no povoado, onde mora um pouco mais de 200 famílias.
- Brejão

Localizado a leste da sede do município de Brejo Grande e a 130 km da capital Aracaju, seguindo pela BR 101 norte ( sentido Maceió) e a SE 306, Brejão é o maior povoado da região, com cerca de 3 mil habitantes é cercado por afluentes que deságuam na Foz do São Francisco. Possui umas das mais belas paisagens do litoral nordestino. Sua economia é baseada na cultura do coco, arroz, pecuária e  turismo. Na década de 60, o comércio local entrou em crise,fato ocorrido também em outras cidades da região. Recentemente, o comércio está dando sinais de recuperação com a instalação de bares, restaurantes, lanchonetes e pequenas lojas. De acordo com o historiador e professor da Universidade Federal de Sergipe, Mauricio Neves,  "a colonização em Brejão surgiu de  forma espontânea, as pessoas atraídas pelas terras férteis foram chegando de diversos lugares  e povoando a localidade. O povoado teve relevante crescimento nos últimos anos, foram abertos pequenos empreendimentos, alavancados pelo crescimento da economia local. Por ser um povoado com população considerável para os padrões interioranos, é famoso por suas festas tradicionais, a exemplo do Novenário de Nossa Senhora do Patrocínio, festejo bastante aguardado pela população que realiza-se sempre em novembro, atraindo muitos turistas vindos principalmente da capital e cidades circunvizinhas.
- Saramém

Povoado localizado nas margens do Rio São Francisco, onde é habitado em sua maioria por pescadores que tiram o sustento do próprio rio. Esse povoado é pouco alagadiço se comparado aos outros 
.É famoso na região por suas festas de fim de ano e pelos turistas que querem banhar-se no "Velho Chico".
Quando o mar encobriu a vila do Cabeço, os moradores foram transferidos para Saramém. Na cidade, percebemos a preocupação com a força da água do mar. A força do mar vem comendo terra, tirando pedaços inteiros do barranco.
O mar avança porque o São Francisco enfraqueceu. O volume de água que chega à foz começou a  cair nos anos 80 com a construção, rio acima, de hidrelétricas que represaram a água. São nove hidrelétricas só no São Francisco, 33 somando todas as construídas nos afluentes.
Para evitar nova tragédia, Saramém foi erguida longe da foz, a quase um quilômetro da margem do rio.  Mas é na beira do São Francisco que tudo continua acontecendo.  Na Ilha do Cabeço, todos viviam da pesca. Em Saramém, foi preciso improvisar. Os moradores revelam que agora a comunidade vive de pesca e turismo.
- Farol do Cabeço

A partir de 1876 e durante muito tempo, o navegante que chegasse pelo mar à foz do Rio São Francisco sabia que podia confiar em um ponto de referência sólido, que estava lá sempre, piscando a noite inteira, indicando o caminho: é o Farol do Cabeço. Hoje, ele está fora de combate. Praticamente, metade dele está debaixo d’água. A água do Atlântico avançou sobre a foz do São Francisco e hoje ele foi substituído por outro farol, que fica do lado alagoano.
O velho farol ficava na Ilha do Cabeço, em uma comunidade sergipana, que se chamava Cabeço e que hoje está totalmente submersa. Em 1988, metade do vilarejo já tinha sumido. Em 2000, saíram os últimos moradores. Fora d’água ficaram só a ponta do farol e um pequeno pedaço mais alto da ilha, que não era habitado.